# Stachys intermedia
Stachys intermedia là một loài thực vật có hoa trong họ Hoa môi. Loài này được Aiton miêu tả khoa học đầu tiên năm 1789.